# La Pommeraie-sur-Sèvre
La Pommeraie-sur-Sèvre foi uma comuna francesa na região administrativa da Pays de la Loire, no departamento de Vendéia. Estendia-se por uma área de 15,56 km². Em 2010 a comuna tinha 1 058 habitantes (densidade: 68 hab./km²).
Em 1 de janeiro de 2016, passou a formar parte da nova comuna de Sèvremont.